# Anisodes nigropustulata
Anisodes nigropustulata là một loài bướm đêm trong họ Geometridae.